# 阿留申島弧

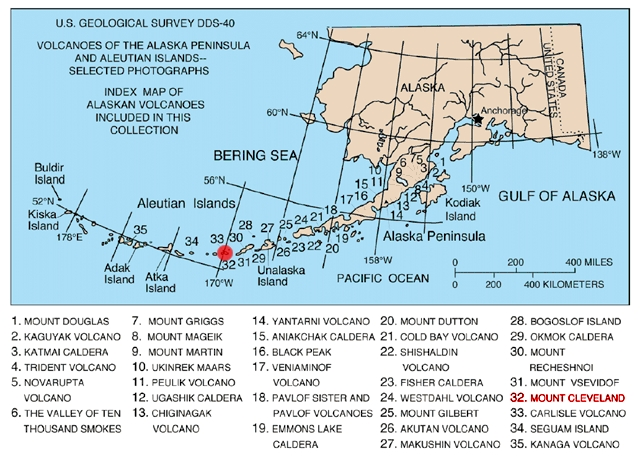
阿留申島弧的火山

阿留申島弧是位於美國阿拉斯加州的火山弧，從堪察加半島一直向東延伸3,000公里至阿拉斯加灣，該島弧因太平洋板塊沿著阿留申海沟沉入北美洲板塊而形成。

## 外部連結
https://web.archive.org/web/20120402222608/http://www.geoprisms.org/alaska.html
52°17′N 174°09′W / 52.28°N 174.15°W